# Deep Fear
Deep Fear é um videojogo para a consola Sega Saturn.

## Caracterização
Deep Fear é um videojogo, no qual o jogador controla um antigo soldado que tem de eliminar diversos monstros, usando de variadas armas, e percorrer um complexo de pesquisa submarino. O ponto de vista a partir do qual o jogador controla a acção, é idêntico ao do videojogo Resident Evil, e a ambientação é semelhante ao videojogo X-Com: Terror from the Deep.
O jogo é um survival horror, tipo de jogo popularizado pelo Resident Evil, no qual a personagem principal tem de eliminar sozinha hordas de inimigos, enquanto que a maior parte das outras personagens são mortas pelos monstros, excepto aquelas que serão necessárias ao enredo do jogo.
No entanto, o jogo tem características próprias, como o facto das diversas zonas da base terem sistemas de suprimento de oxigénio, obrigando o personagem principal a usar equipamento de respiração quando necessário, ou uma parte do jogo em que a personagem tem de utilizar um fato de mergulho sofisticado para passar uma pequena zona no fundo do mar.

## Enredo
Algures no futuro, uma base de pesquisa subaquática sofre um acidente, quando um submarino choca contra a zona de docagem da base. O antigo fuzileiro naval John Mayor, empregado na base como membro de um grupo de resgate em caso de emergência, é chamado ao local. Quando lá chega, é atacado por um grupo de mutantes, mas consegue fugir de volta para a base. No entanto, os mutantes conseguem lá chegar, começando a atacar a tripulação. John Mayor tem de lutar pela vida, enquanto tenta descobrir um meio de fugir da base. Na sua demanda, descobre que os mutantes são, na realidade, pessoas que foram expostas a um meteorito trazido inadvertidamente do espaço junto com uma cápsula espacial de regresso à Terra.

## Outras notas
- O jogo é só para um jogador.
- Este jogo foi considerado um dos com pior tradução das vozes para inglês (originalmente, as vozes estavam em japonês, mas foram convertidas nas versões vendidas noutros países)[1].